# Astrotricha linearis
Astrotricha linearis là một loài thực vật có hoa trong Họ Cuồng. Loài này được A.Cunn. ex Benth. mô tả khoa học đầu tiên năm 1837.